# Distrikt Chacapampa
Der Distrikt Chacapampa liegt in der Provinz Huancayo in der Region Junín in Zentral-Peru. Der Distrikt wurde am 7. April 1930 gegründet. Er besitzt eine Fläche von 125 km². Beim Zensus 2017 wurden 990 Einwohner gezählt. Im Jahr 1993 lag die Einwohnerzahl bei 2033, im Jahr 2007 bei 1212. Sitz der Distriktverwaltung ist die 3420 m hoch gelegene Ortschaft Chacapampa mit 333 Einwohnern (Stand 2017). Chacapampa befindet sich 31 km südsüdwestlich der Provinz- und Regionshauptstadt Huancayo.

## Geographische Lage
Der Distrikt Chacapampa befindet sich im Andenhochland im Süden der Provinz Huancayo. Der Distrikt liegt am Südufer des nach Osten fließenden Río Canipaco.
Der Distrikt Chacapampa grenzt im Westen an die Distrikte Chongos Alto und Huasicancha, im Norden an die Distrikte Chicche und Colca, im Nordosten an den Distrikt Carhuacallanga sowie im Südosten und im Süden an die Distrikte Huayllahuara und Vilca (beide in der Provinz Huancavelica).

## Ortschaften
Im Distrikt gibt es neben dem Hauptort folgende größere Ortschaften:
- Antacocha
- Los Angeles